# Ludwikowo (powiat szamotulski)
Ludwikowo – osada w Polsce położona w województwie wielkopolskim, w powiecie szamotulskim, w gminie Szamotuły, przy trasie drogi wojewódzkiej nr 187.
W latach 1975–1998 miejscowość administracyjnie należała do województwa poznańskiego.
Zobacz też: Ludwikowo, Ludwików